# Teodora Porfirogênita
Teodora (em grego:  Θεοδώρα, Teodōra, 984 – setembro de 1056), dita Porfirogênita, foi imperatriz bizantina. Ela foi coimperatriz de 1042 de 11 de janeiro de 1055 a 31 de agosto de 1056 governou ativamente o Império Bizantino. Foi a última monarca da dinastia macedônica que reinou por quase duzentos anos.